# Ulrich Schnauss
Ulrich Schnauss (Kiel, Alemanha, 1977) é um músico e produtor de música eletrônica alemão, atualmente mora em Berlim.
Sua influencias principais são a música eletrônica do início dos anos 90, artista do inicio da Warp Records, como The Orb e The Black Dog, e, principalmente o estilo shoegaze, embora Schnauss estivesse na Alemanha durante o auge do shoegaze na Inglaterra.
Em 2009, Ulrich Schnauss, através de sua gravadora a Domino Records, abriu um processo por plágio contra Axl Rose, líder da banda Guns N' Roses, alegando que trechos da música "Wherever You Are" e  "A Strangely Isolated Place" teriam sido usadas na introdução da faixa  "Riad N' The Bedouins" do álbum Chinese Democracy, Axl negou a acusação.

## Discografia

### Álbuns
- 2001 "Far Away Trains Passing By"
- 2003 "A Strangely Isolated Place"
- 2007 "Goodbye"

### Singles
- 2008 "Stars"

### EPs
- 2006 "...Passing By"
- 2007 "Quicksand Memory EP"